# Luigi Grillo
Luigi Grillo (Carrara, 18 aprile 1943) è un politico italiano, deputato alla Camera per la Democrazia Cristiana dal 1987 al 1994 e senatore della Repubblica per Forza Italia e Il Popolo della Libertà dal 1994 al 2013, ricoprendo vari incarichi parlamentari.
È stato inoltre consigliere comunale a La Spezia, consigliere regionale in Liguria, assessore nella giunta regionale della Liguria, sottosegretario di Stato al Ministero del bilancio e della programmazione economica nei governi Amato I e Ciampi, con delega alla finanziaria prima e ai rapporti con le regioni dopo, e sottosegretario di Stato alla Presidenza del Consiglio dei ministri con delega alla finanziaria del 1994 nel governo Berlusconi I.

## Biografia

### Studi e gli inizi in politica
Nato il 18 aprile 1943 a Carrara, in provincia di Massa-Carrara, residente a La Spezia, orfano di padre a 5 anni cresce e diventa il perno della famiglia, diplomandosi in ragioneria, lavorando presso la Cassa di Risparmio della Spezia e laureandosi in Economia e Commercio presso l'Università di Pisa. Ha lasciato la carriera bancaria in conseguenza della nomina ad assessore regionale e successivamente a parlamentare.
La sua attività politica risale da lontano, infatti nel 1972, all'età di 29 anni, viene eletto per la Democrazia Cristiana (DC) consigliere comunale di La Spezia diventando presto il capo dell'opposizione.
Alle elezioni regionali in Liguria del 1980 viene eletto al Consiglio regionale della Liguria sempre per la DC, dove gli viene assegnato il compito di presiedere la commissione regionale d'inchiesta sulla loggia P2, dopo di che viene nominato assessore regionale (detto anche il super assessore) per le deleghe al Bilancio al Personale al Informatizzazione e all'Amministrazione, ruolo che ricopre fino al 1987.

### Deputato e Sottosegretario di Stato
Alle elezioni politiche del 1987 viene candidato alla Camera dei deputati, ed eletto deputato nazionale tra le liste della DC nella circoscrizione Genova-Imperia-La Spezia-Savona. Alle successive politiche del 1992 viene rieletto per la DC a Montecitorio nella medesima circoscrizione.
Nei governi Amato I e Ciampi (1992-1994) è stato Sottosegretario di Stato al Ministero del Bilancio e della Programmazione economica, con delega alla Finanziaria nel prima e ai rapporti con le regioni nel secondo, seguendo in primo piano la riforma del sistema bancario e finanziario della legge Amato e le successive integrazioni.

### Elezione a senatore
Nel 1994, in seguito allo scioglimento della DC, aderisce al rinato Partito Popolare Italiano (PPI) di Mino Martinazzoli, dove alle elezioni politiche del 27 marzo viene candidato al Senato della Repubblica, ed eletto senatore tra le liste del Patto per l'Italia (coalizione che aderiva il PPI).
Il 18 maggio 1994 Grillo è stato decisivo all'allora Presidente del Consiglio Silvio Berlusconi per garantire la fiducia al suo primo governo, dove, assieme ad altri tre senatori popolari (Vittorio Cecchi Gori, Tomaso Zanoletti e Nuccio Cusumano), lasciò l'aula di Palazzo Madama, consentendo di abbassare il quorum ma contravvenendo alle indicazioni del partito, da cui Grillo venne sospeso. Successivamente a questo episodio, aderisce poi a Forza Italia, divenendo membro del comitato di presidenza del partito e, il 21 settembre 1994, sottosegretario di Stato alla Presidenza del Consiglio dei ministri nel primo governo Berlusconi con delega alla finanziaria del '94.

### Questore del Senato della Repubblica
Alle politiche del 1996 si è ricandidato al Senato nel collegio di Genova-Chiavari, sostenuto dalla coalizione di centro-destra Polo per le Libertà in quota forzista, dove viene riconfermato senatore della Repubblica con il 45,74% dei voti contro i candidati de L'Ulivo Maria Grazia Daniele Galdi (41,93%) e della Lega Nord Filippo Capozio (12,32%). Nel corso della XIII legislatura (1996-2001) ha ricoperto il ruolo di questore del Senato, in quanto membro dell'opposizione, oltre a quello di componente della 5ª Commissione Bilancio, Tesoro e Programmazione e membro della Commissione Bicamerale per la Riforma della Costituzione voluta dal segretario PDS Massimo D'Alema.

### Incarichi legislativi
- Durante il Governo Berlusconi II e III (2001-2006) è stato Presidente dell'8ª Commissione infrastrutture trasporti e telecomunicazioni del Senato.
- Durante la XV legislatura della Repubblica Italiana (2006-2008) è stato capogruppo in 8ª Commissione Lavori pubblici, comunicazioni del Senato per Forza Italia e dell'intera opposizione parlamentare, facendo nel 2006 da relatore del Codice degli Appalti Pubblici, la cui approvazione ha consentito di razionalizzare e semplificare le norme esistenti attraverso la soppressione di 56 leggi in vigore.
- Durante il Governo Berlusconi IV (2008) è Presidente dell'8ª Commissione infrastrutture trasporti e telecomunicazioni del Senato Presidente della Commissione straordinaria per la conversione in legge dei decreti legge del precedente Governo (prestito ponte ad Alitalia).

### Contributi legislativi
I suoi contributi legislativi ricoprono gli ambiti della finanza. Come questore del Senato, insieme con l'allora senatore diessino Giovanni Lorenzo Forcieri (questore anch'esso), ha riformato il sistema del vitalizio (pensione) dei senatori allungandone i tempi per ottenerlo (da un giorno di presenza al Senato a 3 anni attuali, la possibilità di ottenerlo solo dopo i 60 anni e la cifra sarà in proporzione agli anni ottenuti di carica Parlamentare togliendo la precedente regola della equivalenza alla totalità delle indennità percepite).
Il ruolo da Presidente dell'8° commissione lo ha visto responsabile della stesura della cosiddetta "Legge Obiettivo" che si prefissava ed ha ottenuto il rilancio delle opere pubbliche in Italia, della legge di riforma della nautica da diporto incrementando il fatturato del settore del 60% su base nazionale e i relativi aumenti di assunzione di personale, la riforma del trasporto merci su gomma, ferro e nave, la bozza non approvata, per limite di tempo in fine di legislatura, della Riforma dei Porti (legge tuttora molto aspettata dagli operatori del settore portuale), la legge di Riforma del Project Financing che permette di costruire opere pubbliche piccole e grandi con il contributo dei privati qualora lo Stato o Enti locali non potessero effettuarle da soli per le ingenti spese sostenute, (riforma che ha permesso la costruzione di importanti opere di ogni livello piccole e grandi nazionali e locali).
Si è inoltre battuto per il rilancio del sistema di trasporti su ogni mezzo con particolare attenzione al sistema ferroviario ad alta velocità, consapevole della sua necessaria e irrinviabile attuazione, puntando molto sul necessario tandem porti e sistemi di trasporto, una particolare attenzione al porto di Genova e il sistema di porti Liguri, La Spezia e Savona sullo sviluppo della viabilità autostradale (gronde di Genova) e dell'alta velocità particolarmente per il Terzo valico dei Giovi genovese e la Pontremolese spezzina.

### Fuori dal Parlamento
Alle elezioni politiche del 2013 non è stato ricandidato tra le liste del PdL, dopo 7 legislature e avendo raggiunto i 70 anni di età, divenendo al contempo Responsabile nazionale trasporti e comunicazioni del partito.
Il 16 novembre 2013, con la sospensione delle attività del Popolo della Libertà, aderisce al Nuovo Centrodestra (NCD) guidato da Angelino Alfano.
Nel 2017, con lo scioglimento di NCD e la fondazione del suo successore Alternativa Popolare (AP) con le stesse ideologie da parte di Angelino Alfano, aderisce ad esso.
In vista delle elezioni politiche anticipate del 2022, accetta la richiesta del segretario dell'UdC Lorenzo Cesa di ricandidarsi al parlamento in Liguria, ma a seguito dell'opposizione a questa scelta, da parte del commissario regionale UdC ligure Umberto Calcagno, viene annullata. Riguardo alla vicenda Grillo esprime, oltre l'amarezza, l'opinione molto critica della legge elettorale viggente, secondo cui: "Con questa legge va in Parlamento chi è nominato dai partiti".
Alla fine del 2023, Grillo annuncia il proprio ritorno in Forza Italia dopo 14 anni. Nel maggio del 2024, in occasione delle elezioni europee, viene candidato nella lista del partito per la circoscrizione nord-occidentale  ma con 1.444 preferenze non è eletto.

## Vicende giudiziarie

### Truffa ai danni dello Stato
Nel 1995 Grillo è stato iscritto nell'elenco degli indagati dalla Procura di Milano, con l'accusa di truffa ai danni dello Stato per aver proposto ed inserito nella finanziaria del 1993 un emendamento che stanziava 120 miliardi di lire a favore delle Ferrovie dello Stato per l'esecuzione dei fori piloti propedeutici alla realizzazione della Galleria di Valico, lunga 37 km, della linea ferroviaria veloce Genova-Milano. Trascorsi sette anni senza che venisse istruito il processo di 1º grado - a causa delle liti tra i tecnici nominati dalla Procura di Milano - il reato si estingue per prescrizione.

### Inchiesta Antonveneta
Nel 2006 è stato indagato dalla Procura di Milano nell'ambito dell'inchiesta per la scalata della Banca Antonveneta con l'accusa di concorso morale in aggiotaggio. Nel 2011 viene condannato in primo grado dal Tribunale di Milano a 2 anni e 8 mesi assieme al governatore della Banca d'Italia Antonio Fazio, Giovanni Consorte, Ivano Sacchetti e Gianpiero Fiorani. Nel 2012 la Corte di Appello di Milano, modificando il giudizio del Tribunale, ha assolto Grillo con formula piena perché il fatto non sussiste.

### Conto corrente nel Liechtenstein
Nel 2008 Grillo è risultato intestatario di un conto corrente in una Banca di Vaduz (Liechtenstein) di 100.000,00 euro. All'Agenzia delle Entrate di Genova ha spiegato di aver trasferito questa somma nel Liechtenstein per completare il pagamento dell'Agriturismo Buranco (Monterosso al Mare) acquistato da un cittadino (K.W.) del Liechtenstein. Ha regolarizzato la sua posizione con il fisco pagando una sanzione del valore di 56.000,00 euro..

### Patteggiamento per corruzione
L'8 maggio 2014 è stato arrestato in carcere nell'ambito di un'inchiesta della Procura di Milano, che vede al centro episodi di turbativa d'asta e corruzione legati alle Asl milanesi, sugli appalti dell'Expo 2015 e la società SOGIN. A fine novembre 2014 ha patteggiato con il GUP Fabio Antezza una pena di 2 anni e 8 mesi ai domiciliari e una multa di 50.000€, riconoscendo di aver partecipato ad una vicenda corruttiva nella quale ha avuto il ruolo di corruttore per aver protetto la carriera e il futuro professionale di 3 dirigenti pubblici.

### Altro
A gennaio 2015 viene indagato nell'inchiesta Aemilia contro la 'Ndrangheta nel Nord Italia, insieme all'ex parlamentare DC Franco Bonferroni.
Con sentenza del Tribunale di Roma in data 15 febbraio 2019 è stato assolto con formula piena “perché il fatto non sussiste“ e la Procura della Repubblica non ha fatto ricorso avverso questa sentenza.